# Марићи (Ровишће)
Марићи су бивше насељено место у општини Ровишће, Хрватска. До нове територијалне организације у Хрватској место је припадало бившој великој општини Бјеловар. На попису 2001. године насеље је укинуто и припојено насељу Предавац.

## Становништво
| Националност       | 1991.       |
| Хрвати             | 70 (71,42%) |
| Срби               | 7 (7,14%)   |
| Југословени        | 7 (7,14%)   |
| остали и непознато | 14 (14,28%) |
| Укупно             | 98          |